# Joseph De Ruymbeke
Pour les articles homonymes, voir Van Ruymbeke.
Joseph Van Ruymbeke, né le 16 janvier 1900 à Jette et mort le 7 août 1928 à Marseille, est un footballeur belge évoluant au poste de défenseur. Il est le grand-oncle du magistrat Renaud Van Ruymbeke, l'oncle d'André Van Ruymbeke et le frère des footballeurs Bobby, Douglas et Gaston de Ruymbeke, tous ayant évolué à l'Olympique de Marseille.
Joseph porte le maillot de l'OM dès 1922. Il participe aux demi-finales de la Coupe de France de football 1923-1924 ; il n'est cependant pas sur le terrain lors de la finale victorieuse. 
Il meurt en 1928 à l'âge de 28 ans des suites d'une fièvre typhoïde, un an après avoir quitté le club phocéen.

## Sources
- (fr) Alain Pécheral, La grande histoire de l'OM (Des origines à nos jours), L'Équipe, 2007, 507 p. (ISBN 2916400079), « Parents connus, enfants célèbres : bon sang... », p. 46-49